# St.-Brendan-Kathedrale von Annaghdown

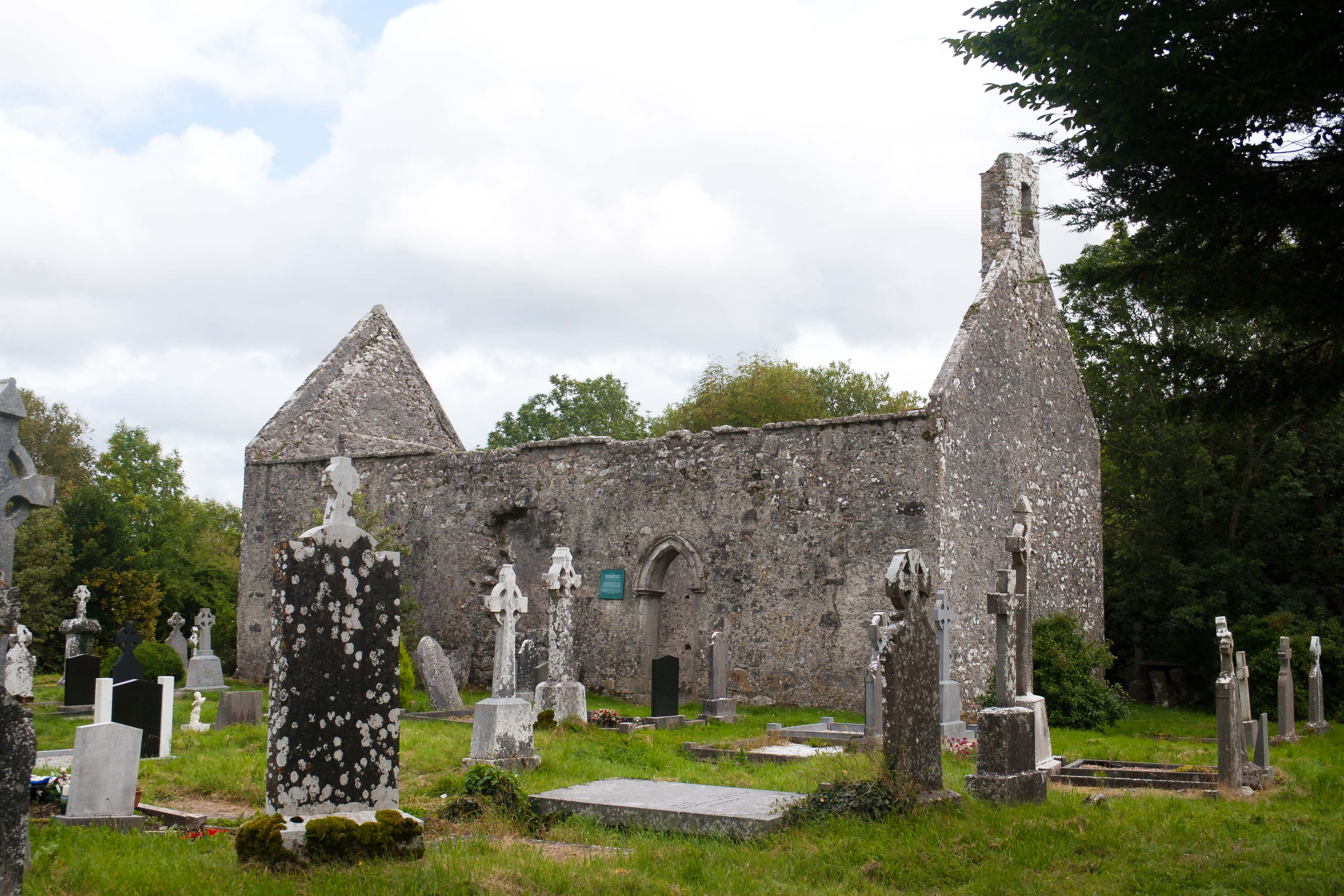
Nordwest-Ansicht der ehemaligen Kathedrale

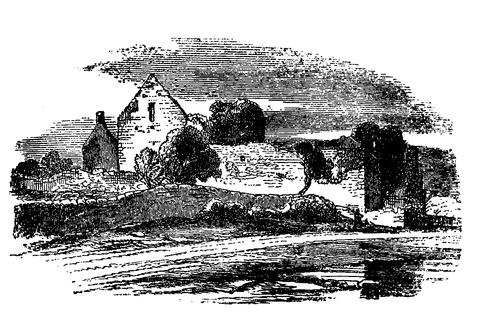
Annaghdown

Die Sankt-Brendan-Kathedrale von Annaghdown (irisch Ardeaglais Eanach Dhúin, englisch Annaghdown Cathedral of St. Brendan) war eine Brendan dem Reisenden gewidmete Bischofskirche des Bistums Eanach Dhúin am Lough Corrib im heutigen County Galway in Irland, das im 12. Jahrhundert gegründet wurde und jahrhundertelang in einer Auseinandersetzung mit der Erzdiözese Tuam um Anerkennung rang. Nach der Reformation im 16. Jahrhundert fiel die Kirche an die Church of Ireland, die die Kirche baulich veränderte und bis mindestens in das 18. Jahrhundert als Gemeindekirche nutzte.

## Geschichte
Der Ursprung von Annaghdown geht auf die Gründung eines Nonnenklosters durch Brendan für seine Schwester Bríg zurück, die durch eine Stiftung des Königs von Connacht Aed († 576) ermöglicht wurde. Der Vita des Brendan zufolge starb er während eines Besuchs seiner Schwester in Annaghdown. Sein Leichnam wurde dann aber nach Clonfert überführt. 1140 erfolgte die Gründung der südwestlich der Kirche liegenden Abtei für die Augustiner-Chorherren.
Wann genau Annaghdown zum Bischofssitz wurde, ist unklar. Die für die diözesane Aufteilung Irlands so bedeutende Synode von Kells im Jahr 1152 nennt Annaghdown in ihrer Liste der irischen Bistümer noch nicht. Bereits 1189 wird jedoch Conn O Mellaig als Bischof von Annaghdown genannt bei den drei irischen Bischöfen, die an der Krönungszeremonie Richards I. in Westminster teilnahmen. Zu diesem Zeitpunkt nach der Invasion erhob der englische Thron zwar bereits Anspruch auf Irland, hatte aber das zum Westen Irlands gehörende Connacht noch nicht erobert. Aubrey Gwynn hält es für wahrscheinlich, dass Conn O Mellaig kurz vorher zum Bischof geweiht worden war und es mit der Unterstützung des englischen Königs gelang, das Bistum auf Kosten der Erzdiözese Tuam zu gründen. Tuam bestritt konsequent die Legitimität dieses Vorgangs, wodurch es zu jahrhundertelangen Rechtsstreitigkeiten zwischen Annaghdown und Tuam kam, die sowohl vor dem englischen Thron als auch dem Papst geführt wurden. Obwohl die Wahl Conchobars zum Bischof im Jahr 1251 von Innozenz IV. bestätigt wurde, gelang es Tuam, bei Heinrich III. die Vereinigung der Diözesen im August 1252 durchzusetzen, wodurch Annaghdown für ein halbes Jahrhundert zum Sitz eines Archidiakonats reduziert wurde. Zwar gelang es 1306, mit Gilbert Ó Tigernaig einen neuen Bischof zu wählen, der mit königlicher Unterstützung 1308 geweiht wurde, aber dieser konnte wegen des anhaltenden Widerstands Tuams sein Amt vor Ort nicht wahrnehmen und war genötigt, im Exil in England zu verbleiben. Für die ihm bis in das 15. Jahrhundert nachfolgenden Bischöfe galt ebenfalls, dass sie nur den Titel trugen und nicht vor Ort lebten.
Die Bauzeit der Kathedrale lässt sich weitgehend in das Spätmittelalter einordnen, wobei das Ostfenster und verschiedene Details auf das 12. und 13. Jahrhundert hinweisen. Nach der Reformation wurde die Kirche als anglikanische Gemeindekirche eingesetzt und zuletzt 1798 mit Mitteln aus dem Board of First Fruits in Höhe von 500 £ insbesondere auf der Südseite baulich verändert. Noch 1840 wurde es als kleines und sehr gepflegtes Kirchengebäude beschrieben.

## Architektur
Die Kathedrale ist ein einfacher rechteckiger Bau mit 15,8 m Länge und 6,05 m Breite. Am bedeutendsten ist hier das Ostfenster, das der irischen Übergangsperiode vom romanischen zum gotischen Baustil entstammt. Das Fenster ist nach oben halbkreisförmig abgeschlossen, wobei der Ausschnitt die Mauer im stumpfen Winkel schneidet, so dass das Fenster nach innen ausgeschrägt ist. Entsprechend hat das Fenster an der Außenseite eine Höhe von ca. 2,4 m, die sich nach innen bis zu einer Höhe von ca. 3,6 m ausweitet. Auf der Innenseite ist das Fenster von einem Profil und weiter innen von einem Rautenfries umgeben, wobei die flachen, durch die Rauten abgegrenzten Elemente alle mit individuellen floralen Mustern versehen sind. Der Anfang und das Ende des Rautenfrieses sind jeweils als Anfang und Ende eines wurmartigen Fabelwesens ausgeführt, das sich um das Fenster legt. Leask schätzte die Entstehungszeit des Fensters auf das Ende des 12. Jahrhunderts, jedoch nicht vor 1180. Peter Harbison geht ebenfalls davon aus, dass es um 1200 entstand, und sieht darin das feinste seiner Art in Irland.
Das romanische Ostfenster in einem ansonsten gotischen Bauwerk, das zudem 1798 durch die anglikanische Kirche erheblich baulich verändert wurde, gab Spekulationen Raum, dass das Fenster der Ruine der benachbarten Abtei entnommen worden ist, da dort das Ostfenster in einem ansonsten romanisch gestalteten Chorbereich fehlt. Das erschien insbesondere plausibel, als noch nicht klar war, dass der Rest der Kirche mittelalterlichen Ursprungs ist. Wilde ging noch davon aus, dass es sich bei der benachbarten Abtei um die Kathedrale handelte und das Fenster für den protestantischen Neubau ausgebaut und übernommen wurde. Diese Ansicht wurde auch später einfach übernommen. Erst spätere Analysen zeigten, dass das gotische Eingangsportal in der Nordseite der Kirche mit Arbeiten, die Ähnlichkeiten zu Steinmetzarbeiten an der Kathedrale von Kilfenora aufweisen, sich ebenfalls auf um das Jahr 1200 zeitlich einordnen lässt. Eine Übernahme des Ostfensters lässt sich auch aus heutiger Sicht nicht ausschließen. Harbison gibt aber zu bedenken, dass das Ostfenster perfekt in die Ostwand eingebettet ist und eher nicht davon auszugehen ist, dass Jahrhunderte später ein solch guter Einbau gelingen könnte. Auch spricht aus seiner Sicht die zeitliche Nähe des Ostfensters und des Portals eher gegen diese These.
Denkbar ist ebenfalls, dass ein Vorgängerbau existierte, von dem einige Elemente in einen Nachfolgebau übernommen worden sind. Dafür spricht, dass abgesehen von den beiden frühen Elementen und den baulichen Veränderungen von 1798 der Bau in das Spätmittelalter eingeordnet wird.